# 알렉시 랄라스
알렉시 랄라스(Alexi Lalas, 1970년 6월 1일)는 미국의 전 축구 선수, 지도자이다. 그는 랜던 도노반,마이클 브래들리,팀 하워드와 함께 역대 미국 최고의 축구선수로 여겨지고있다.